# تاریخ اورشلیم (ژاکو د ویتری)
تاریخ اورشلیم از یعقوب ویتری، مورخ لاتینی تأثیرگذار بر حرکت پنجم صلیبی در اوایل قرن ۱۳ که همزمان با حرکت نیروها عازم شرق شد. وی از مقامات مذهبی فرانسه و از حاضران در کنگره لاتران و یکی از مبلغان برجسته برای دعوت مردم به این لشکرکشی بود. یعقوب ویتری پس از حضور در اراضی مقدس به مقام اسقفی شهر عکا رسید و در سال ۱۲۱۶ مورخ رسمی دولت صلیبی اورشلیم گردید. سپس به مقام سراسقف اعظم کلیسای اورشلیم و نایب کلیسای رم نائل شد. وی به واسطه حضور خود در جریان جنگ، به خوبی توانسته حوادث مرتبط با این جنگ را شرح دهد.